# Pawłokoma

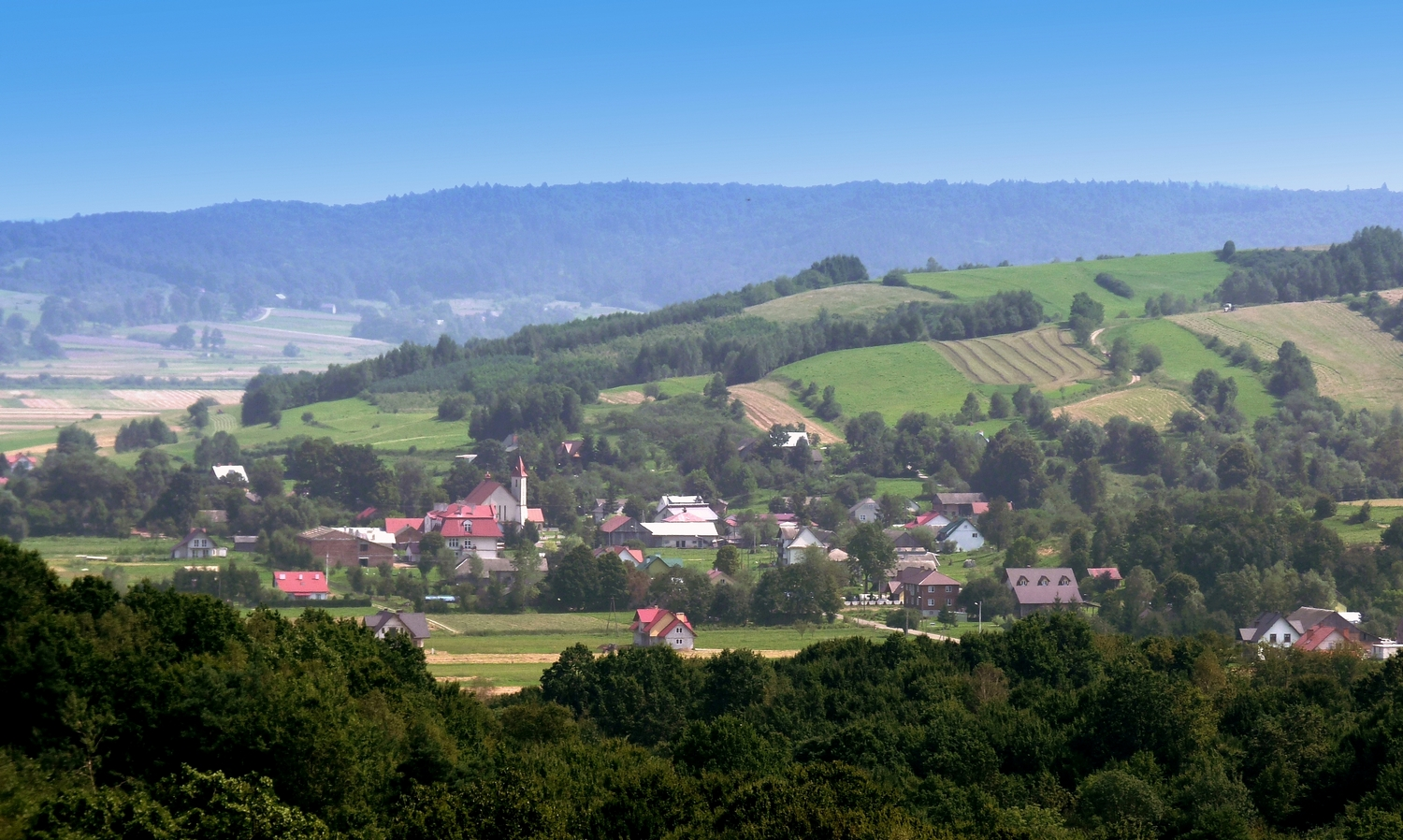
Pawłokoma

Pawłokoma (ukrainisch Павлокома) ist ein Dorf in Polen in der Woiwodschaft Karpatenvorland. Das Dorf ist Teil der Gemeinde Dynów. 
Das Dorf liegt etwa 50 Kilometer westlich der polnischen Staatsgrenze zur Ukraine.

## Geschichte
Die erste urkundliche Erwähnung Pawłokomas fand am 13. Oktober 1441 statt. Es befand sich dort unter anderem eine griechisch-katholische Kirche sowie eine ukrainische Schule. Im Dorf lebten 1370 Einwohner. Der Großteil davon Ukrainer.
Im März 1945 ereignete sich hier das Massaker von Pawłokoma.